# 타이가밭쥐
타이가밭쥐(학명 : Microtus xanthognathus)는 밭쥐속에 속하는 설치류의 일종이다. 미국 알래스카주와 캐나다 북서부를 포함한 북아메리카 북서부 지역에서 발견되는 밭쥐이다. "타이가밭쥐"라는 이름은 아한대 타이가 지역에서 서식하기 때문에 붙여진 이름이다. 얼굴 주위 코털의 녹빛 노란색때문에 노랑뺨밭쥐 또는 밤색뺨밭쥐로 불리기도 한다. 종소명 "산토그나투스(xanthognathus)"는 타이거밭쥐의 특징에 따라 "노랑(yellow)"을 의미하는 라틴어 "산토(xantho)"와 "턱(jaw)"을 의미하는 그리스어 "그나투스(gnathus)"의 합성어에서 유래했다. 일반적으로 대부분의 다른 북아메리카밭쥐, 특히 밭쥐속(Microtus) 종들보다 훨씬 크다.

## 특징
타이가밭쥐가 성숙해지면 꼬리를 제외한 몸길이가 보통 186~226mm, 몸무게가 140~170g이 된다. 물이나 수렁 근처의 북부 숲에서 발견된다. 땅 위와 땅 아래 굴 속에 통로를 만든다. 보통 무리를 지어 생활한다. 먹이는 풀과 지의류, 속새류, 열매 등이다. 겨울을 대비하여 땅 아래 굴 속에 먹이를 저장한다. 우는밭쥐처럼, 위험에 처한 무리에게 알리기 위해 경고 소리를 낸다. 암컷 밭쥐는 7~10마리의 새끼를 낳는다. 특정 지역의 밭쥐 개체수는 해마다 아주 다양할 수 있다. 연중 활동적이고 어두울 때 주로 움직인다. 흔하게 마주치지는 않지만 특정 지역에는 풍부할 수 있다.